# Mirosternus latifrons
Mirosternus latifrons là một loài bọ cánh cứng thuộc họ Ptinidae.